# Hexamethyldisilazan
Hexamethyldisilazan, kurz HMDS, Summenformel C6H19NSi2, wird vielfach zur Oberflächenmodifikation von Festkörperoberflächen verwendet, so z. B. zur Hydrophobierung von Kieselsäurepartikeln oder zur Verbesserung der Haftung von Photolacken auf Halbleiteroberflächen. In der Halbleiterindustrie erlaubt die Methode der chemischen Gasphasenabscheidung (engl. CVD) eine einfache Applikation von HMDS.
In der organischen Chemie wird Hexamethyldisilazan unter anderem zur Einführung von Trimethylsilyl-Gruppen verwendet. Im Vergleich zu Chlortrimethylsilan ist die Handhabung angenehmer, da Hexamethyldisilazan gegenüber Wasser bzw. Luftfeuchtigkeit recht unempfindlich ist. Außerdem kann auf den Zusatz einer Hilfsbase verzichtet werden, da bei der Silylierung lediglich Ammoniak als Nebenprodukt auftritt. Dafür muss meist eine höhere Reaktionstemperatur angewandt werden, was bei empfindlichen Substraten ein Nachteil sein kann.

## Gewinnung und Darstellung
Hexamethyldisilazan kann durch Reaktion von Trimethylsilylchlorid mit Ammoniak gewonnen werden.
{\displaystyle \mathrm {2\ (CH_{3})_{3}SiCl+3\ NH_{3}\longrightarrow [(CH_{3})_{3}Si]_{2}NH+2\ NH_{4}Cl} }

## Eigenschaften
Hexamethyldisilazan ist eine farblos bis gelb gefärbte Flüssigkeit mit aminartigem Geruch, die leicht entzündlich ist. Die Verbindung hat einen Flammpunkt von 9 °C. Der Explosionsbereich liegt zwischen 0,8 Vol.-% als untere Explosionsgrenze (UEG) und 31 Vol.-% als obere Explosionsgrenze (OEG). Die Zündtemperatur beträgt 386 °C. Der Stoff fällt somit in die Temperaturklasse T2. Durch Feuchtigkeit erfolgt eine langsame Hydrolyse unter Bildung von Hexamethyldisiloxan und Ammoniak. Bei Kontakt mit Wasser wird die Verbindung zunächst in heftiger Reaktion unter starker Wärmeentwicklung und Bildung von Ammoniak zu Trimethylsilanol hydrolysiert, das unbeständig ist und unter Wasserabspaltung zum wasserunlöslichen Hexamethyldisiloxan (Bis(trimethylsilyl)ether) kondensiert. Die Hydrolysewärme beträgt −144,4 kJ·mol−1 bzw. −895 kJ·kg−1.
{\displaystyle \mathrm {[(CH_{3})_{3}Si]_{2}NH+2\ H_{2}O\longrightarrow 2\ (CH_{3})_{3}SiOH+NH_{3}} }
{\displaystyle \mathrm {2\ (CH_{3})_{3}SiOH\longrightarrow \ (CH_{3})_{3}SiOSi(CH_{3})_{3}+H_{2}O} }

## Gefahrenbewertung
Hexamethyldisilazan wurde 2014 von der EU gemäß der Verordnung (EG) Nr. 1907/2006 (REACH) im Rahmen der Stoffbewertung in den fortlaufenden Aktionsplan der Gemeinschaft (CoRAP) aufgenommen. Hierbei werden die Auswirkungen des Stoffs auf die menschliche Gesundheit bzw. die Umwelt neu bewertet und ggf. Folgemaßnahmen eingeleitet. Ursächlich für die Aufnahme von Hexamethyldisilazan waren die Besorgnisse bezüglich hoher (aggregierter) Tonnage und hohem Risikoverhältnis (Risk Characterisation Ratio, RCR). Die Neubewertung fand ab 2014 statt und wurde von Spanien durchgeführt. Anschließend wurde ein Abschlussbericht veröffentlicht, jedoch keine Änderungen empfohlen.